# Орден «За боевые заслуги» (Монголия)
Орден «За боевые заслуги» (монг. Цэргийн гавьяаны одон) — государственная награда Монголии. Учреждён Президиумом Малого Хурала МНР 17 октября 1945 года.

## Статут
Орденом «За боевые заслуги» МНР награждаются солдаты, офицеры, политработники, воинские части и соединения, училища МНРА и Министерства внутренних дел, проявившие боевую доблесть в деле укрепления военной мощи МНРА, усиления обороноспособности страны, в борьбе с внешними и внутренними врагами страны.
Награждение орденом «За боевые заслуги» производится через Президиум Малого Хурала МНР.
При вручении ордена «За боевые заслуги» награждённому вместе с орденом вручается орденская книжка, в которую вносятся имя и фамилия награждённого причина награждения и номер ордена.
Орден «За боевые заслуги» носится на левой стороне груди. Если награждённый орденом «За боевые заслуги» имеет другие ордена, то орден «За боевые заслуги» располагается за орденом Трудового Красного Знамени. Церемония вручения ордена «За боевые заслуги» проходит на торжественных собраниях и в праздник по случаю дня революции.

## Описание знака
1. Орден «За боевые заслуги» состоит из длинных белых эмалированных листьев с золотой окантовкой и полосками, имеющих общую форму стилизованной пятиконечной звезды, на которую наложены пучки изящных лучей, выступающих один над другим, и над ними изображение государственного герба МНР выпуклой формы.
2. Размер ордена «За боевые заслуги» между противоположными концами 50 мм.
3. Диаметр внутреннего круга — 22 мм.
4. Под гербом изображение перекрещенной винтовки и сабли.
5. На обратной стороне ордена имеются порядковый номер и нарезной штифт с гайкой.
Лицевая сторона знака ордена «За боевые заслуги» представляет собой выпуклую пятиконечную звезду, поверхность который выполнена из пяти пучков расходящихся плоских закругленных лучей разной длины. Между пучками расположены по три закругленных луча, покрытых белой эмалью. В центре звезды — выпуклый накладной рельефный герб МНР III типа, покрытый красной, зелёной, голубой и жёлтой эмалью. Под гербом — накладные скрещенные винтовка и сабля.
Оборотная сторона знака ордена гладкая, слегка вогнутая, имеет и центре нарезной штифт с гайкой для прикрепления к одежде и следы от трех клепок, с помощью которых герб прикрепляется к звезде. В нижней части выгравирован номер.
Орден изготовлен из серебра, лицевая сторона позолочена.
Размер ордена: расстояние между противоположными концами звезды 50 мм. Вес ордена 51,28 г. Вес гайки 9,10 г.

### Планка ордена
Для повседневного ношения орден имел символ в виде орденской планки.
До 1961 года планка ордена была прямоугольной металлической, покрытой цветной эмалью. С 1961 года эмалированные планки были заменены на планки, обтянутыми муаровой лентой орденских цветов.
| Планка до 1961 года | Планка с 1961 года |
|                     |                    |

## История
Орденом «За боевые заслуги» награждены тысячи граждан МНР и социалистических стран, отдельные воинские части и организации — среди них эскадрилья «Монгольский арат», Ансамбль песни и пляски Монгольской Народной Армии, Военно-инженерная академия им. В. В. Куйбышева (СССР).
Согласно Херфурту, было произведено около 7000 награждений.